# Otomops papuensis
Otomops papuensis là một loài động vật có vú trong họ Dơi thò đuôi, bộ Dơi. Loài này được Lawrence mô tả năm 1948.